# Pere Guillamet i Coma
Pere Guillamet i Coma (Olot, 1870 – 1938) va ser organista de la parroquial de Canet de Mar i mestre de capella de Sant Esteve d'Olot.

## Biografia
Poc després de rebre l’ordenació sacerdotal, a l'entorn de 1895, fou nomenat organista de la parroquial de Canet de Mar. El 1897 es traslladà a Olot on fou proveït del benefici eclesiàstic de Sant Francesc, annex als oficis de xantre i mestre de capella de Sant Esteve d’Olot. Exercí el magisteri olotí fins l’agost de 1912, en què acompanyà al seu germà Ramon quan aquest fou nomenat bisbe de León. P. Guillamet fou canonge de les catedrals de León (1912) i Tarragona (1918) i traspassà a Olot el 1938. Durant els anys del seu magisteri es va crear una capellania “con el cargo de Tenor”, de la qual va prendre possessió Victorí Codina i Oliva el 1904.
Respecte a això, el 19 de setembre, la comunitat va resoldre “[…] que el Tenor / Rdo Codina empezara a dar lecciones de canto / á los individuos de esta comunidad en tres dias / libres de cada semana según se haga factible.” En aquella mateixa reunió el mestre de capella Guillamet va aconsellar a la comunitat d’ajornar la celebració de les proves d’escoltar “varios aspirantes á la capellania de Xantre”, a fi que s’hi pogués presentar un candidat que reunia millor condicions. Pel que fa a les funcions de la sustentoria, els hàbits dels entonadors seguien sent els mateixos de cent anys enrere: “A indicacion del presidente se hizo constar que / los dos cantores que suplen lo que toca el órgano deben / verificarlo semitonado per con voz clara y no leida / en secreto, como alguna vez ha sucedido."
Guillamet va mantenir lligams d'amistat amb l’organista navarrès Teodoro Echegoyen, organista de la catedral de Tarragona entre 1903 i 1905. Quan Guillamet va fer donació del seu fons musical a l’arxiu parroquial de Sant Esteve d’Olot, aquest deuria contenir el repertori compositiu del compositor navarrès que actualment es conserva al fons de Teororo Echegoyen (TEch) de l’Arxiu Comarcal de la Garrotxa.

## Obra catalogada
Es conserva un total de 46 obres:
- Motet per a 1 v i Orq en Do M
- Himne per a 1 v i Org en Fa M
- Parenostre per a 4 v i instr
- Himne per a 5 v i Orq en Sol M
- Antífona per a 3 v i Ac en Re m
- Antífones per a 2 v i Ac en Sol M
- Càntic per a 3 v i P en Sol M
- Goigs per a 3 v i Org en Mi b M
- Himne per a 1 v i Ac en Re m
- Himne per a 2 v i Ac en Re M
- Himne per a 3 v i Ac en Re m
- Himne per a 3 v i Ac en Fa M
- Kyrie per a 1 v i Ac en Do m
- Lamentació per a 3 v i Orq en Sol m
- Lletania per a 3 v i instr en Fa M
- Meditació per a 3 v i instr en Sol m
- Missa (Kyrie en Do m i Gloria en Re M) (incomplet)
- Motet per a 3 v i Orq en Fa M
- Ofertori en La m (incomplet)
- Pregària per a 1 v, Cor i Org en Mi M
- Rosari per a 3 v i Org en Fa M
- Tractus per a 3 v i Orq en Fa M
- Trisagi en Fa M (incomplet)
- Trisagi per a 2 v i Ac en Mi b M
- Trisagi per a 3 v i Ac en Mi b M
- Antífona en Mi b M (incomplet)
- Càntic en La b M (incomplet)
- Càntic per a 1 v i instr en Re M
- Càntic per a 2 v i instr en La b M
- Completes per a 4 v i Ac en Sol M
- Himne per a 1 v i Ac en Do M
- Lletania per a 3 v i Fg en Mi b M
- Lletra en Re M (incomplet)
- Lletra per a 2 v i Ac en Do M
- Missa per a 3 v i Orq
- Motet per a 2 v i Ac Mi b M
- Pasdoble per a Orq en Fa m
- Lamentació per a 5 i Orq en Re M
- Càntic per a 2 v i Ac en Re M
- Missa per a 3 v i Orq en Re M
- Càntic per a 3 v i instr en Sol M
- Lletra per a 1 v i Orq en Sol M
- Salve per a 3 v i Orq en Do M
- Lament en Mi m
- Goigs per a 1 v i Org
- Cançó per a 1 v i P

Totes aquestes obres es conserven al fons musical SEO (Fons de l'església parroquial de Sant Esteve d'Olot de l'Arxiu Comarcal de la Garrotxa).